# Антииранские восстания в Дагестане и Ширване (1707—1723)
Антииранские восстания в Дагестане и Ширване (1707—1723) или Восстание Хаджи-Давуда — ряд восстаний на территории Дагестана против империи султана Хусейна I с 1707 года по 1723 год. В начале XVIII века на Восточном Кавказе усилилась народная борьба против персидского гнёта и произвола кызылбашей, что вызвало массовые восстания. Под руководством Хаджи Давуда, восстания перешли в вооружённый конфликт, охватив обширные территории, включая Ширван.

## Предыстория
В начале XVIII века шахское правительство, стремясь пополнить казну, ввело новые налоги и подати, что вызвало возмущение местного населения на юге современного Дагестана и севере современного Азербайджана. Армянский католикос Есаи Гасан-Джалалян отмечает:
Если в 1698—1701 годах было проведено очень резкое увеличение налогов и податей и уже в 1702 году они взимались во вновь назначенном размере, то не прошло и года, как шах ввёл в стране новые налоги.
Общее недовольство было усилено погромами суннитов, устраиваемыми кызылбашами-шиитами в 1705—1707 годах. Иезуит Иоанн Баптист Ламан, посетивший Ширван в начале XVIII века, описывал:
…крестьяне до такой степени угнетены, что все почти подумывают уходить из города, и если бы у них было в виду какое-нибудь безопасное убежище, то решительно ни один бы не остался.
В 1707 году в Джаро-Белоканах началось антииранское восстание под руководством правителя Илисуйского султаната Али-Султана II. Заручившись османской поддержкой, Али-султан захватил обширные территории вплоть до левого берега реки Куры. Движение распространилось на дагестанские земли, охватывая различные народы и племена.
На подавление восстания были направлены крупные военные силы, возглавляемые беглербегом Ширвана Хасан-Али-ханом, Угурлу-ханом Гянджинским, шекинским правителем Кучук-ханом и наместником Кахетии Имам Кули-ханом. В ходе восстания горцы захватили и разграбили Шемаху, резиденцию ширванского беглербека Хасан-Али-хана. После этого Али-султан Илисуйский получил от османского султана титул «беглербека» — бунчук паши. Тем самым в 1711 году в Илисуйское султанство вошло и Нухинское султанство под предводительством беглербека — паши Али Султана II. Несмотря на первоначальные успехи, повстанцы столкнулись с жестоким сопротивлением. Под командованием иранского военачальника Зейнал-хана Джеваншира была организована мощная военная операция против восставших. В результате подавления восстания большинство его лидеров были захвачены и казнены. Уже в 1711 году антиперсидские и антикызылбашские выступления вновь охватили Джаро-Белоканы, распространившись на Табасаран, Самурскую долину, Ширван и Шеки, что свидетельствовало о нарастающем сопротивлении местного населения.

## Первый этап восстания
С целью привлечения союзников один из суннитских лидеров Ширвана Хаджи-Давуд отправился в Дагестан, где смог заручиться поддержкой влиятельных горских феодалов, таких как Али-Султан Илисуйский II, Ахмед-хан Кайтагский и Сурхай-хан I Казикумухский. Также он привлек лидеров вольных обществ, что добавило сил его восстанию. О появлении Хаджи-Давуда на исторической арене:
Лезгинец Дауд, простолюдин из Мушкуры, в Дербентской Области, собрал разноплеменную шайку, принял титул бека, или князя, и вошел в сношения с владетелем казыкумыкского народа в Дагестан, Сурхай-ханом. Они подружились, соединились и, объявив себя избранниками и посланниками божими, единственноистинными поклонниками пророка, торжественно провозгласили, что имеют намерение освободить правоверных от еретического владычества персов. «Нет Бога, кроме Бога, и Мухаммед-пророк его!» восклицали они ,,пусть только правоверные присоединятся к нам, и они станут вольными, а еретичество будетъ искоренено!
В 1711 году войско Хаджи-Давуда захватило крупные ширванские города, такие как Шабран и Худат, столицу Кубинского ханства. Кубинский хан Султан-Ахмад-хан, являвшийся шиитом, был казнен вместе со всеми родственниками, за исключением его малолетнего сына Хусейн-Али-хана, спасённого его сторонниками. Военные успехи привлекли к восстанию больше сил. В итоге, в Мюшкюре собралось ополчение в более чем 30 тысяч человек, осадившее Шемаху, но в результате сопротивления осада была снята. Тарковский шамхал Адиль-Гирей не присоединился к восстанию и дал понять кайтагскому уцмию Ахмед-хану, что он, как верно-подданный шаха, готов напасть на Кайтаг, что заставило уцмия вернуться из похода домой. Весной 1712 года объединенные отряды Хаджи-Давуда и Сурхай-хана I вновь подошли к Шемахе. Шемахинский беглербек Хасан-Али-хан попытался разбить повстанцев в открытом бою, но сефевидские войска потерпели полное поражение. Повстанцы, преследуя отступающих, ворвались в город и захватили его. В манифесте русского императора Петра I, опубликованного в 1712 году, упоминалось о захвате Шемахи:
В 1712 году владелец лезгинский Дауд-бек и владелец казикумухский Сурхай взбунтовавшись против шаха, государя своего, город Шемаху приступом взяли и русских людей, там торговавших, порубили и имения их на четыре миллиона рублей похитили.
Несмотря на победу, повстанцы не смогли закрепить город за собой. Восстание продолжалось, о чем свидетельствовали участники посольства А. П. Волынского в Персию в 1715—1719 годах:
Государь издал манифест о причинах войны и о походе своём на возмутившихся против шаха владельцев Лезгистана и Кази-Кумуха.
Мятежники Дауд бег и Сурхай отважились сразиться при Утемише, но были разбиты…
Историки отмечают, что Хаджи-Давуд и Сурхай-хан стали агентами Османской империи, что способствовало усилению антисефевидского движения. В ответ на восстание сефевидские власти предприняли решительные меры, и в конце 1719 года им удалось схватить Хаджи-Давуда, заключив его в дербентскую тюрьму — Зиндан. Однако ему удалось оттуда сбежать.
Антисефевидская пропаганда Хаджи-Давуда оказала значительное влияние на ситуацию. Под его руководством к восстанию присоединились отряды из Кюры, Табасарана, Самурской долины, Цахура, Джаро-Белокан, Шеки, Барды и других регионов. В антиперсидское движение были втянуты и некоторые ширванские феодалы, к Хаджи-Дауду прибыли куткашенский Мелик-Махмуд с братьями и большим отрядом, а также цахурский Али-Султан с подданными.

## Второй этап восстания
В 1720 году на востоке Сефевидской империи произошли значительные события, связанные с восстанием недовольных шахской властью афганцев, возглавляемых Мир Махмудом Хотаки, среди которых был также лезгин Беджан-хан из Фараха. Военные успехи империи Хотаки вынудили шаха Хусейна отправить значительные денежные средства и подарки к тарковскому шамхалу Адиль-Герею и кайтагскому уцмию Ахмед-хану, чтобы они собрали как можно больше войск и пришли на помощь в подавлении афганского восстания. Было собрано значительное войско, которое под предводительством Сурхай-хана Казикумухского достигло Ширвана.

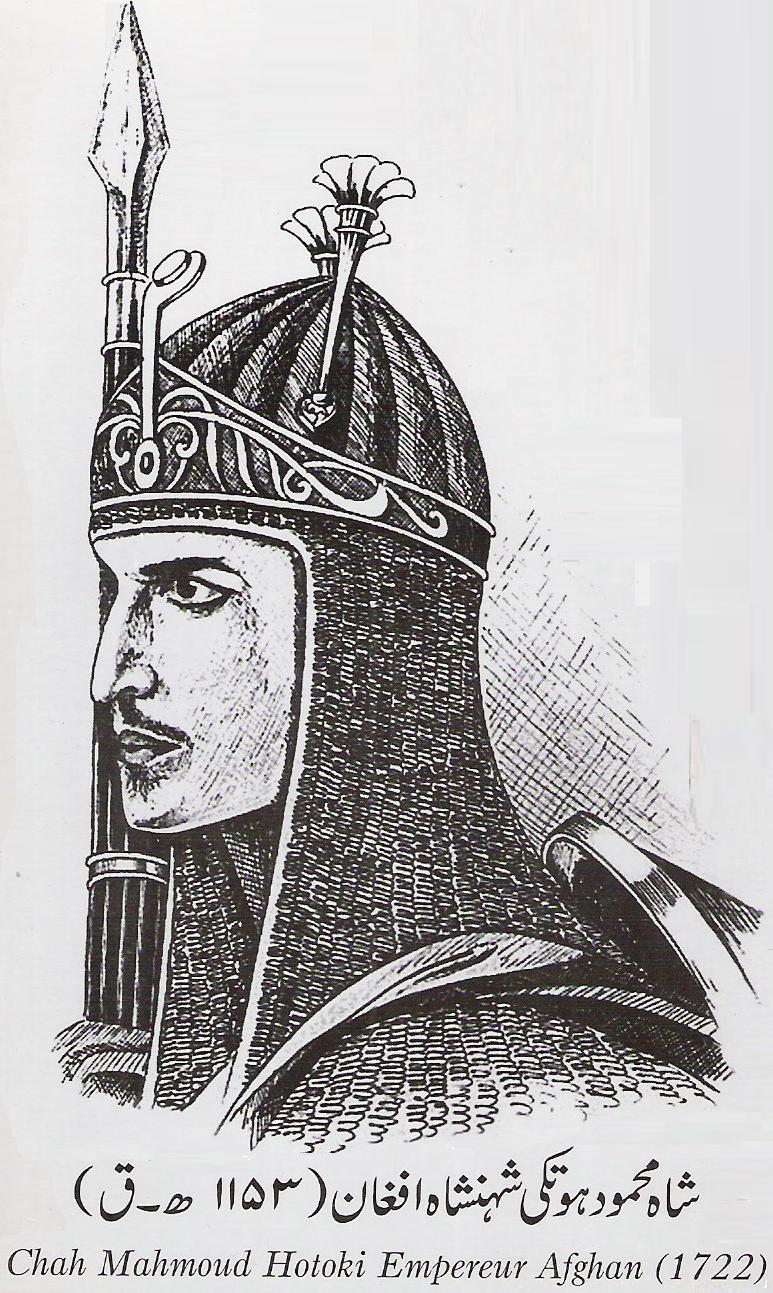
Портрет шаха Мир Махмуда Хотаки. Автор: Маулви Абдураб Ахади.

Тогда к Сурхай-хану явился Хаджи-Давуд, который убедил его направить войско против сефевидов. В июне 1720 года войско Хаджи-Давуда осадило и взяло штурмом Шабран, а в июле успешно захватило Худат. В августе объединённые силы повстанцев в третий раз попыталось осадить Шемаху, но взять её не смогло. Тем не менее, «Шемаха была разграблена дагестанским бунтовщиком Дауд-беком совместно с ханом Казыкумыкским». Осенью того же года Хаджи-Давуд и Сурхай-хан предприняли поход на Баку, но в сражении у «Кровавого холма» потерпели поражение от бакинского правителя Дергах-Кули-хана.
В конце осени 1720 года Хаджи-Давуд направил свои силы на север, намереваясь захватить Кубу и Дербент. Однако, наиб Дербента Имам-Кули-хан смог успешно организовать оборону, и после нескольких недель безуспешных атак Хаджи-Давуд был вынужден снять осаду и вернуться в Мюшкюр.
К концу 1720 года восстание против сефевидского владычества охватило большую часть Восточного Кавказа. К Хаджи-Дауду и Сурхай-хану присоединились Навруз-бек из Джаба, который руководил чеперским отрядом и майсум Табасарана Алибек. Они также призвали ставленника Сурхай хана из Аракула — Сутай-бека, но тот отказался. Сефевидские войска оказались запертыми в Шемахе, Баку и Дербенте. Повстанцы начали устанавливать свои властные структуры на захваченных территориях. Учитывая интересы России на Кавказе, Хаджи-Давуд обратился за помощью к Петру I. С апреля 1721 года он не раз писал представителям русских властей в Астрахани, прося разрешить русским купцам вести торговлю в обмен на шёлк. Однако русское правительство отказало ему в поддержке, а также просило османского султана не принимать Хаджи-Давуда под своё покровительство. Весной 1722 года Хаджи-Давуд осадил Гянджу, но, узнав о поддержке, которую городу оказывал царь Картли Вахтанг VI, снял осаду.

### Муганчёлская битва
30 мая 1722 года Хаджи-Давуд с Ахмед-ханом совершил поход на Муганскую степь расположенную на территории современного Тебриза. Хаджи-Давуд и Ахмед-хан одержали значительную победу. Муганская степь, населённая многочисленными туркменскими племенами, вмещала от двадцати до тридцати тысяч шатров. Эти племена признали власть Хаджи-Давуда и тот назначил своего наместника. Хаджи-Давуд обратился к городу Ардебиль. Сунниты, проживающие в Мугани, вместе с кетхудой и главами племён, выразили полное повиновение Хаджи Давуду. В результате успешной военной операции, которая заняла 17 дней. Ардебиль был захвачен. Во время этого похода были совершены нападения на шиитов, разграбление города и значительное обогащение войск за счёт добычи. Хаджи Давуд назначил Ахмед-хана каим-макамом муганского общества, а также утвердил учёного Абд-ар-реззак-эфенди в должности муфтия и кадия. Укрепив свои позиции в регионе, он вернулся обратно.

### Персидский поход Петра I (1722)
23 августа 1722 года наиб города Дербент, персидский ставленник Имам-Кули-хан, поднёс императору Петру I серебряный ключ от города. В Дербенте Пётр I провел три дня. 22 августа Пётр получил письмо из Баку, в котором бакинцы приветствовали намерение царя «наказать Хаджи Давуда и Сурхай-хана I», которые угрожали и их городу, и одновременно изъявляли покорность царю. Однако согласия на приём «гварнизона» в письме не было. Тем не менее с той же миссией, что и Наумов в Дербент, в Баку был командирован лейтенант флота Осип Лунин. В Дербенте же к Петру I явились посланцы уцмия, кадия и майсума Табасарана с просьбой принять их в подданство России. 26 августа 1722 года состоялся торжественный молебен «За получение фута в сей земле», а на утро войска Петра I двинулись дальше до Баку и далее, до устья Куры.
Получив известие о вступлении русской армии в персидские владения, Вахтанг VI с войском в 20-30 тысяч солдат 22 сентября 1722 года соединился у Гянджи с восьмитысячным отрядом армянского католикоса Есаи Хасан Джалаляна. Предводители грузино-армянского войска предполагали, что после объединения с русскими они смогут овладеть всеми землями до Еревана и взять саму Еривань. Вахтанг VI писал Петру I , что идти к Шемахе не может, поскольку боится нападения своего противника — «кахетского хана», но надеется на приход царских войск и совместные действия по овладению землями до самого Еревана.
В лагере на реке Рубас — крайней южной точке похода 1722 года — Пётр I выдал жалованную грамоту жителям Дербента, и отдельно — наибу Имам-Кули-беку с пожалованием ему своего портрета «с алмазами» и тысячи червонных. Оставив свои гарнизоны в новых построенных с юга и с севера от города Дербент укреплениях, главные силы Петра 6 сентября 1722 года покинули Дагестан. 
Но уже 20 сентября 1722 года комендант Дербента Андрей Юнгер доложил, что воины Хаджи Давуда, уцмия Ахмед-хана Кайтагского, Сурхай-хана Казикумухского и Утамышского султана захватили русский редут на реке Орта-Буган, который находился в шестидесяти верстах от Дербента, при этом караульные были убиты. 19 и 21 сентября 1722 года горцы штурмовали укрепление у реки Рубас, нападение было отбито, но в укреплении обвалилась стена, и гарнизон пришлось вывести в Дербент. С 23 по 27 октября 1722 года Хаджи-Давуд, Сурхай-хан и Ахмед-хан в течение недели осаждали Дербент, занятый русскими в ходе Персидского похода, и разоряли территорию вокруг него.
31 декабря 1722 года османский султан Ахмед III принял Хаджи-Давуда в подданство. Хаджи-Давуд получил от султана жалованную грамоту, по которой он принимался в подданство Порты на правах как у крымского хана. Ему был дарован ханский титул и власть над Ширваном, Шеки, Лезгистаном и Дагестаном в качестве верховного правителя. Хаджи-Давуд, по сообщению Бедреддин Али-бея, также правил знатными людьми Джара.

### Осада Тифлиса
В 1722 году кайтагский уцмий Ахмед-хан, объединив усилия с Али-султаном Илисуйским, совершил поход в Картли с целью завоевания столицы региона — города Тифлис. Ахмед-хан разделил свои силы на три части и внезапно атаковал Тифлис. В это время царь Грузии Вахтанг VI, не ожидавший нападения, распустил свои войска. Несмотря на попытки организовать сопротивление, ситуация оказалась безысходной: его союзники и подданные начали покидать его, и поддержки извне не оказалось. Вахтанг вышел на переговоры и предложил впустить войска Ахмед-хана в город. Вступив в город, войска Ахмед-хана начали его разорение и захват пленных. Ахмед-хан обложил оставшихся граждан данью в 40 тысяч туманов. После успешного захвата и разграбления Тифлиса Ахмед-хан вернулся обратно с богатой добычей.
Весной 1723 года Хаджи-Давуд поддержал царя Кахетии Константина II в его противостоянии с царём Картли. Союзники снова захватили Тифлис и получили от города выкуп уже в 60 тысяч туманов.
Однако в это время начались переговоры Сурхай-хана, претендовавшего на власть в Ширване и Шеки с Россией, и Адиль-Гирея Тарковского, выступавшего посредником между ними. На этой почве начался конфликт между Хаджи-Давудом и Сурхай-ханом. К концу 1722—1723 годов антисефевидская коалиция стала распадаться. Из крупных феодальных правителей его продолжал поддерживать только Али-Султан Цахурский.  В 1722 и 1723 годах, за отказ выступить против русских войск, были разорены владения табасаранского майсума Рустам-кадия, в том числе аул Хучни — резиденция последнего. По сообщению османского чиновника Бедреддин Али-бея, Хаджи-Давуд захватил Тебриз, но был вынужден отступить из-за недостатка продовольствия. Так, в своем труде «Каиме» он пишет:
Эльхадж Давуд вместе с воинами-суннитами Ширвана и лезгинами прибыл в Тебриз через вышеупомянутую Муганскую степь, и когда, по воле Аллаха Всевышнего захватил [город], решил собрать вместе всех своих товарищей и готов был направиться в Реван, в Эчмиадзин как принял во внимание, что продовольствия в этот благополучный год у них было мало — в окрестных районах был голод — довольствовались судьбой и вернулись обратно

## Константинопольский договор 1724 года
13 июня 1724 года в Стамбуле был подписан Константинопольский договор, который сыграл значительную роль в истории Закавказья, разделив его между Российской и Османской империями. Согласно этому соглашению, Российской империи переходили все прикаспийские провинции, а остальная часть Заказказья была под владычеством Османской империи. Особое внимание в договоре уделялось вопросу Ширвана, который должен был представлять собой ханство под руководством Хаджи-Давуда, находящееся в вассальной зависимости от Османской империи. В первой статье договора говорилось о том, что «лезгины ширванские, как мусульмане, обратились за защитой к Порте, и, приняв их под свою защиту, Порта назначила ханом Дауд-беком, определив город Шемаху местом его пребывания».Обе империи официально признали созданное Хаджи-Давудом государство как отдельное ханство с внутренней автономией. Однако Хаджи-Давуд никогда не признавал условий договора и выступал против него. Выдвинув собственную фетву Османскому султану, Хаджи-Давуд, кроме Шабрана и Мюшкюра намеревался вернуть себе все ширванские земли, захваченные Россией, создать независимое государство на всей территории Ширвана от Дербента до Куры, и не намеревался находиться в зависимости от Османской империи и России. Сурхай-хан Казикумухский также отказался признать соглашение, требуя передачи Ширвана под свои власти, на что Османская империя ответила отказом.

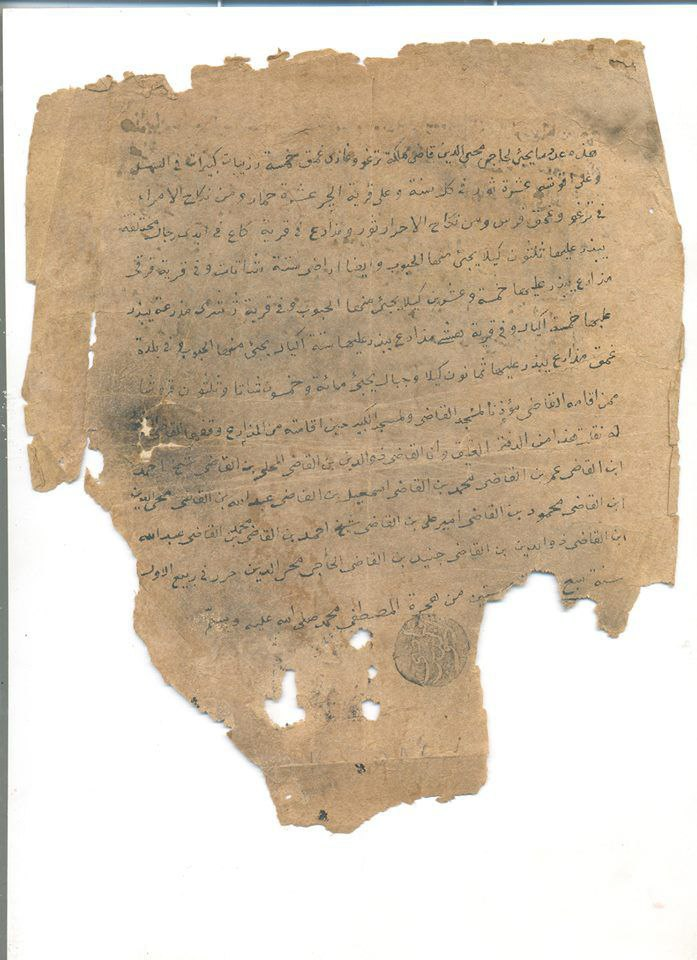
Фетва имама Хаджи Давуда османскому султану

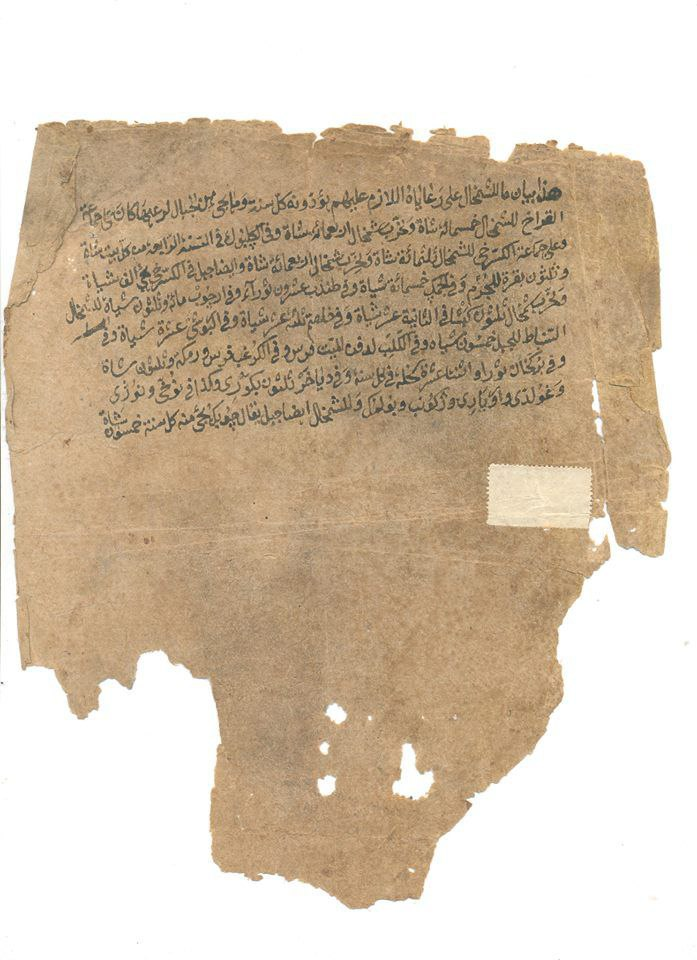
Продолжение фетвы на обратной стороне

В 1725 году османские войска под командованием Сары-Мустафа-паши вторглись в Ширван, но были разбиты Хаджи-Давудом:
Затем Сави Мустафа двинулся в Ширван в надежде победить лезгов; но он не преуспел в этой экспедиции: из-за очень плохой погоды его подчиненные отступили в таком количестве, что он был вынужден уйти в отставку. Чтобы загладить свою вину за это назначение, ахр добровольно подчинился Абдалла Паше, который утвердил губернатора в должности. Пока этот генерал и сави Мустафа вели свои бои в северных провинциях, порта приказала третьей армии прорваться к Исфахану. Этим отрядом командовал Ахмед, ныне паша Багдата, который, воспользовавшись благоприятными обстоятельствами, вступил в Лористан и продвигался к Хоромабаду, столице страны.
В 1727 году Хаджи-Давуд вновь попытался начать переговоры с Россией, но получил отказ. В этом же году, русские войска под командованием генерала Румянцева взяли штурмом крепость Тенге, основанную Хаджи-Давудом в 1720 году на берегу реки Белбеле. Обороной крепости руководил сын Хаджи-Давуда — Сулейман-бек, который погиб в этом бою. Вскоре шах Ирана Тахмасп II, через муганского султана, обратился к Хаджи-Давуду с предложением вступить в союзнические отношения. Хаджи-Давуд отказался. В мае 1728 года Хаджи-Давуд был приглашён на переговоры в Гянджу, но османские власти заключили его под стражу. Он был сослан на остров Родос, а затем Гелиболу, где и скончался примерно в 1735—1736 годах. Османы передали Ширван Сурхай-хану.